# Амазониты горы Парусная
Амазони́ты горы́ Па́русная — государственный геологический памятник природы на территории Ловозерского района Мурманской области. Памятник имеет научное, эстетическое и учебно-просветительское значение.

## Расположение
Памятник расположен в районе горы Парусной в восточной части Кольского полуострова в центральной части Ловозерского района в 225 километрах к юго-востоку от Мурманска и в 33 километрах к северу от села Краснощелье в 8 километрах к юго-востоку от истока реки Ельйок— левого притока Поноя. Адрес памятника — Мурманская область, Ловозерский район, Ловозерское лесничество, Верхне-Понойское участковое лесничество, квартал 75, выдел 19. Границы памятника совпадают с границами основанного здесь карьера размерами 25 на 15 метров. Площадь охраняемой территории — около 1 га.

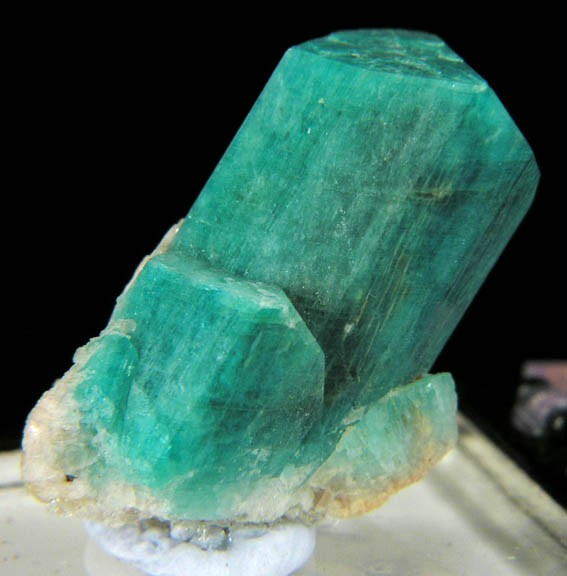
Кристалл амазонита с вкраплениями альбита

## Описание
Гора Парусная имеет 366,5 метров в высоту и находится на западном окончании Кейвского нагорья между истоками рек Ельйок и Пятчема. Главная уникальность расположенного на склонах горы памятника природы «Амазониты горы Парусная» состоит в том, что это единственное место не только в Мурманской области, но и во всей России, где амазонит — ценный минерал голубовато-зелёного цвета, встречается хорошо образованными друзами. Крупнейшие кристаллы достигают 5 и более сантиметров в длину. Кроме амазонита в жилах горы в меньшем количестве встречаются и другие минералы: кварц, плагиоклаз, биотит, магнетит, флюорит, гематит, гадоленит, титанит. Наряду с Плоскогорским месторождением (крупнейшем в мире), месторождение горы Парусной считается самым значимым в России.
Амазонитовые пегматиты памятника находятся в юго-восточной части Западно-Кейвского поля — крупнейшего из таких полей, открытого здесь в 1920-х годах экспедицией Всесоюзного промышленного объединения «Союзкварцсамоцветы». Под землёй между горой Парусная и лежащей в 10 километрах к югу горой Авдотья (308,9 м) залегает группа из 8 пегматитовых жил. Обособления голубовато-зелёного амазонит-пертита в одной из разведанных жил составляют до 1,8 метров в длину и до 0,7 метров в ширину при длине самой жилы 35 метров. Образования жеод короткопризматических ярких сине-зеленых и изумрудно-зеленых кристаллов минерала встречаются по трещинам в блоковом пегматите и по прожилкам в местах соприкосновения минеральной жилы с вмещающими породами. Размеры кристаллов варьируются от нескольких миллиметров до 5 и, изредка, более, сантиметров.
Добраться до «Амазонитов горы Парусная» довольно сложно. К территории памятника не ведут даже зимники. Ближайший зимник, ведущий из Краснощелья, пролегает в 6 километрах к северу от горы Парусной вдоль ручья Восточный Ельйок. Тот же зимник проходит в 11,5 километрах по берегу реки Пятчема.
Климат в районе памятника умеренно-холодный, средняя температура самого тёплого месяца — 12 °C, самого холодного — −14,3 °C. Осадков за год выпадает в среднем 376 мм.

## Статус
Статус памятника природы получен 24 декабря 1980 года решением № 537 исполкома Мурманского областного Совета народных депутатов. Ответственные за контроль и охрану памятника — Дирекция государственных особо охраняемых природных территорий регионального значения Мурманской области и Комитет природопользования и Экологии Мурманской области. На подохранной территории запрещены: рубка леса, любые производственные работы, устройство мест отдыха и любые действия, ведущие к загрязнению памятника природы.

## Карта местности
Лист карты Q-37-I,II Краснощелье. Масштаб: 1 : 200 000.

## Галерея

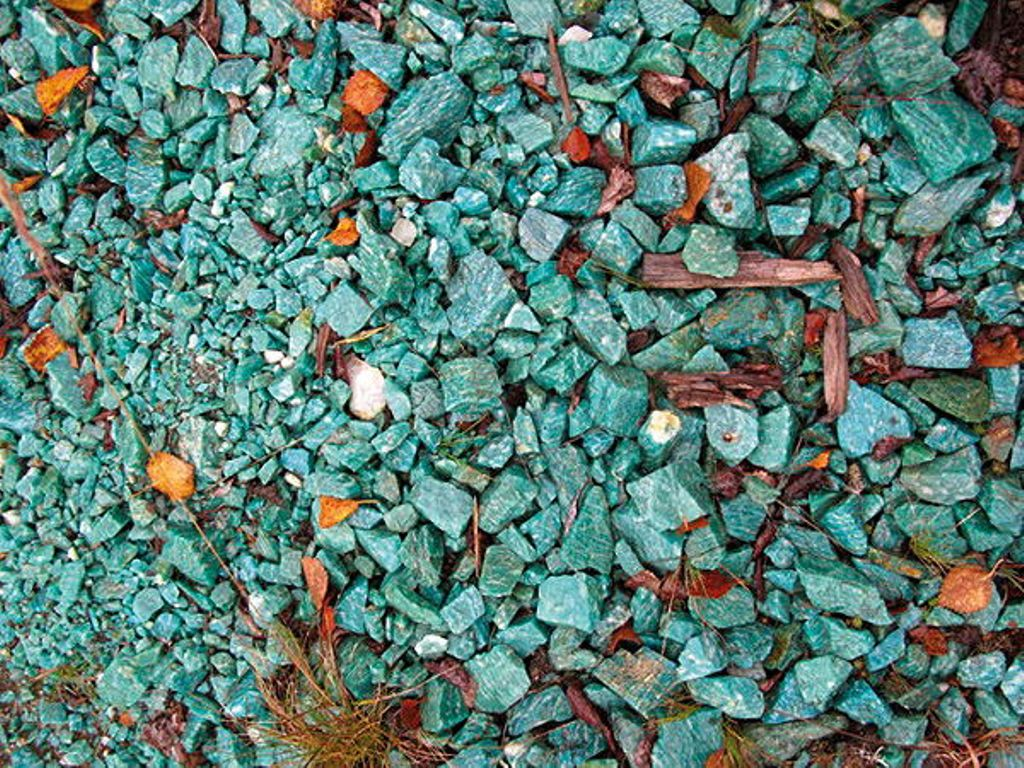
Амазониты с горы Парусная, Кольский п-ов
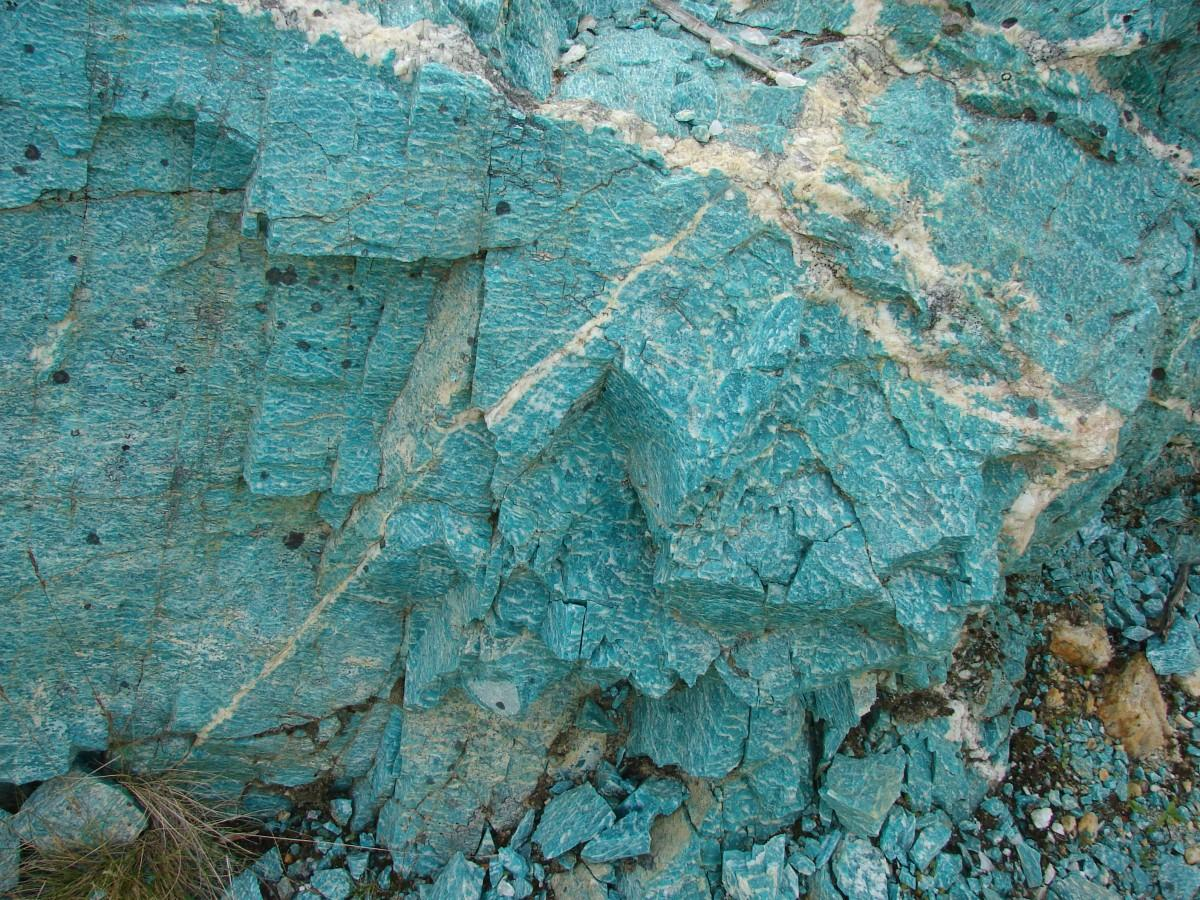
минерал Амазонит, гора Парусная, Кольский п-ов
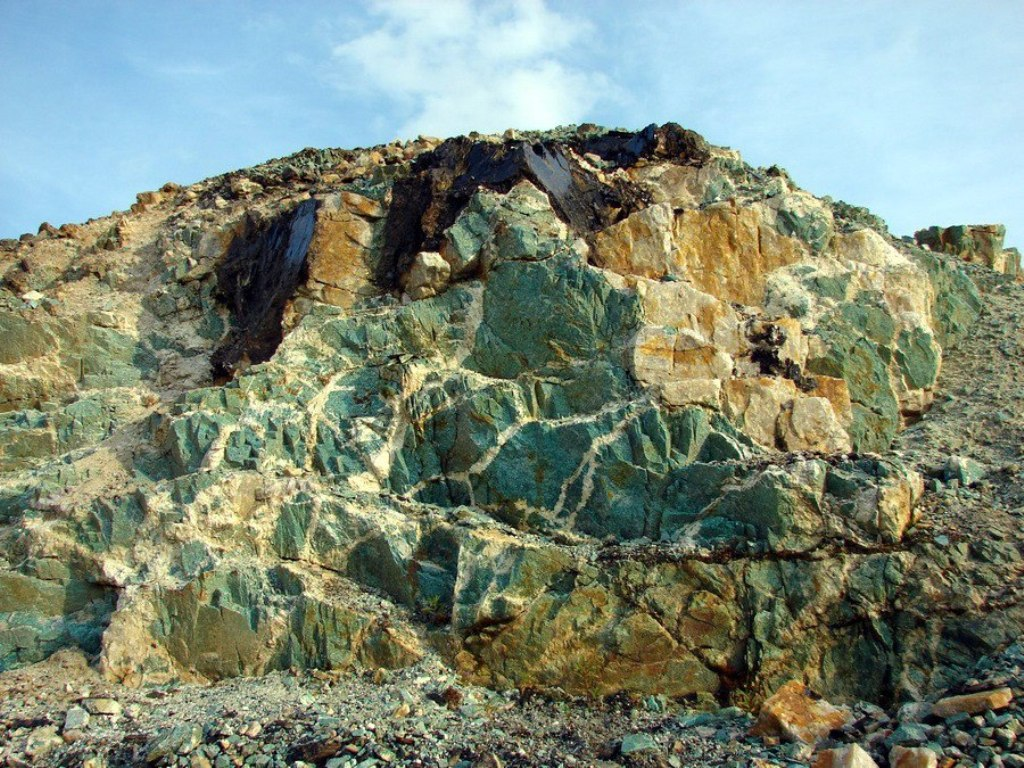
Амазониты горы Парусная
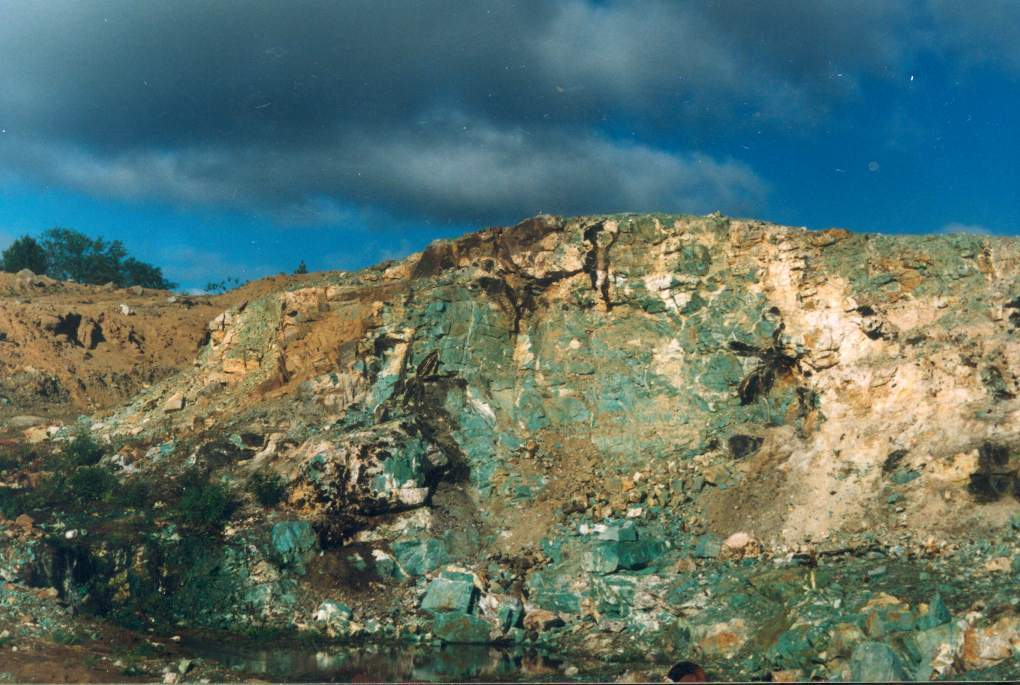
Амазониты горы Парусная, геологический памятник природы
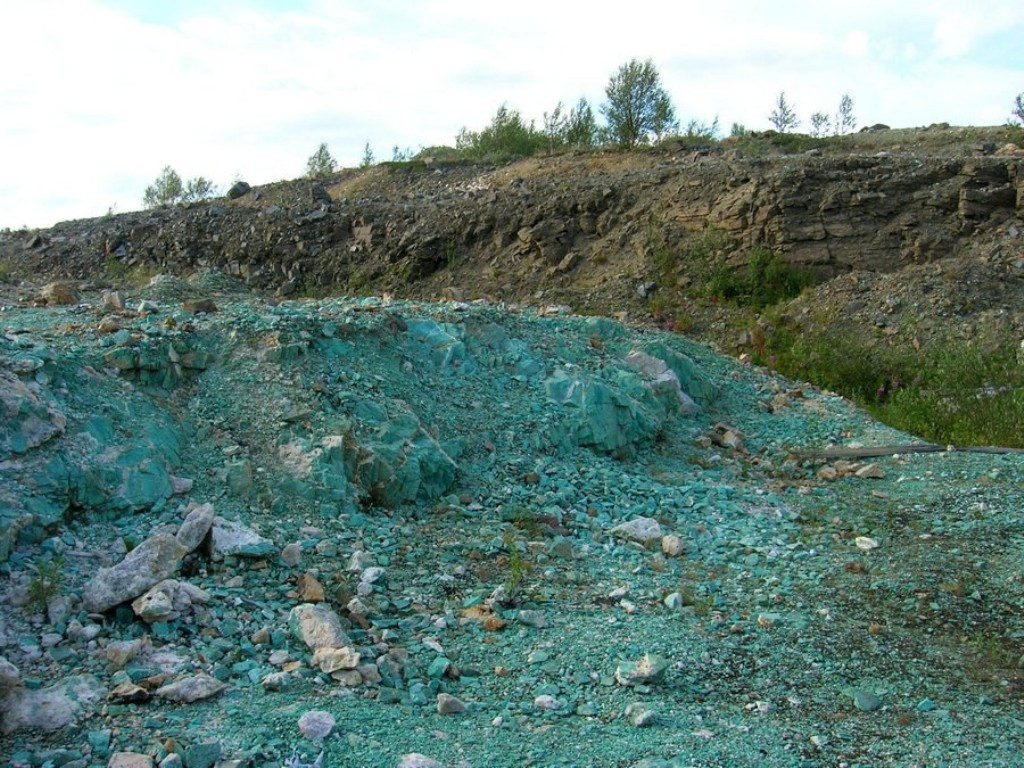
минералы амазониты, гора Парусная, Кольский п-ов
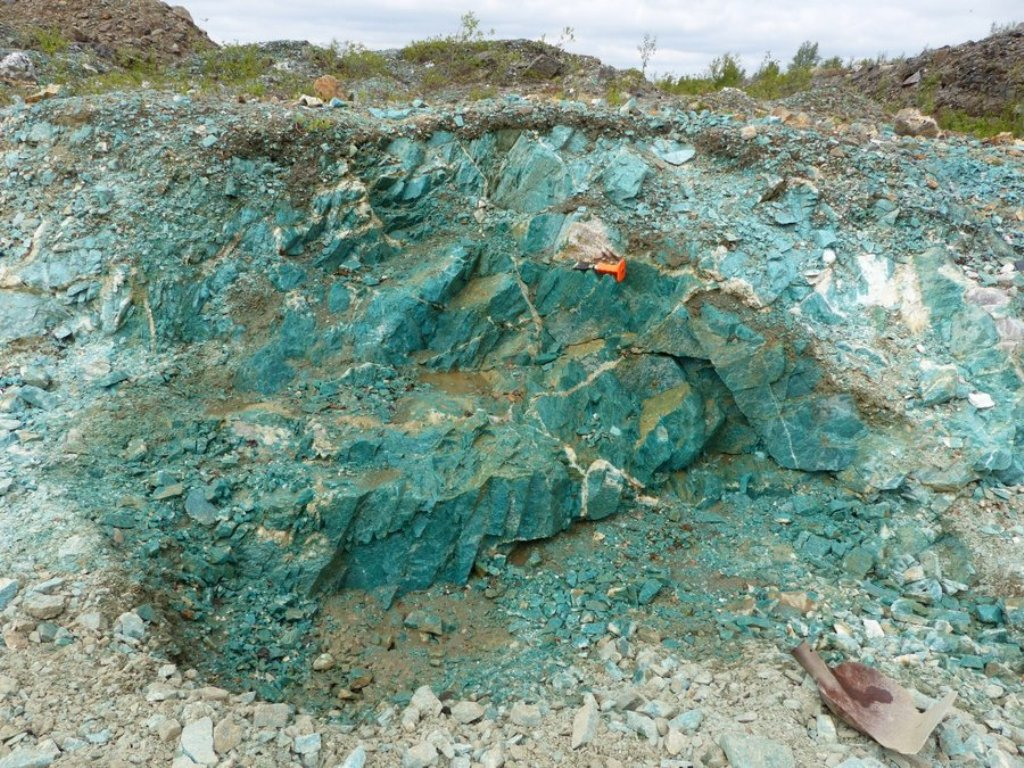
месторождение амазонита
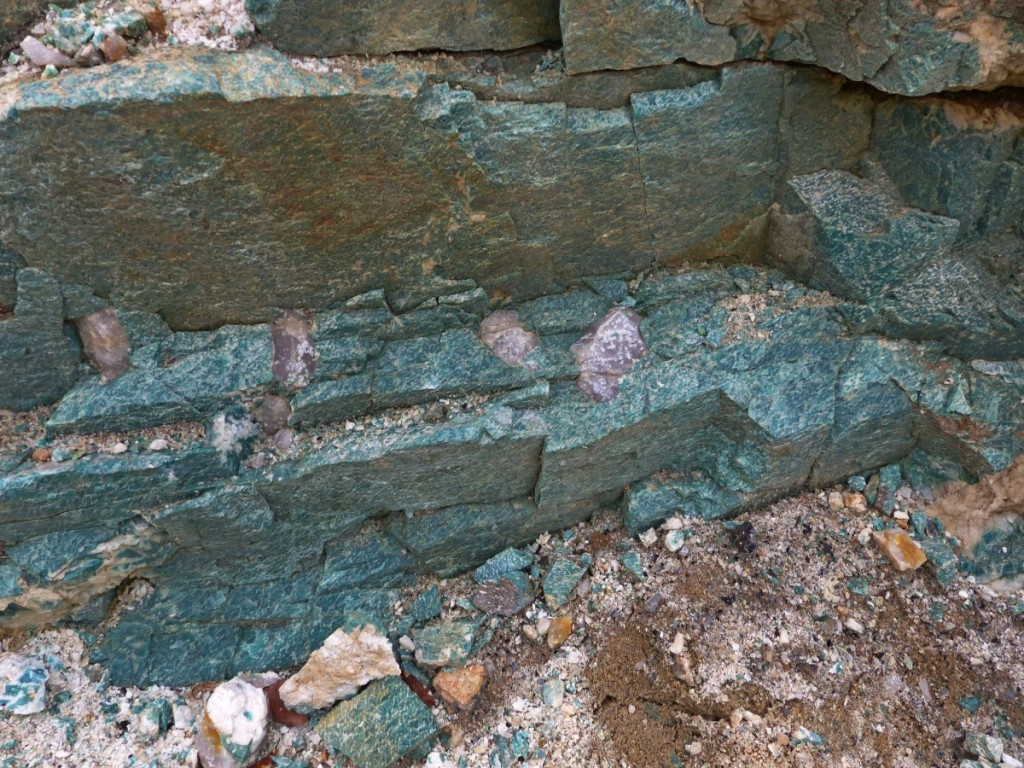
месторождение амазонита, гора Парусная
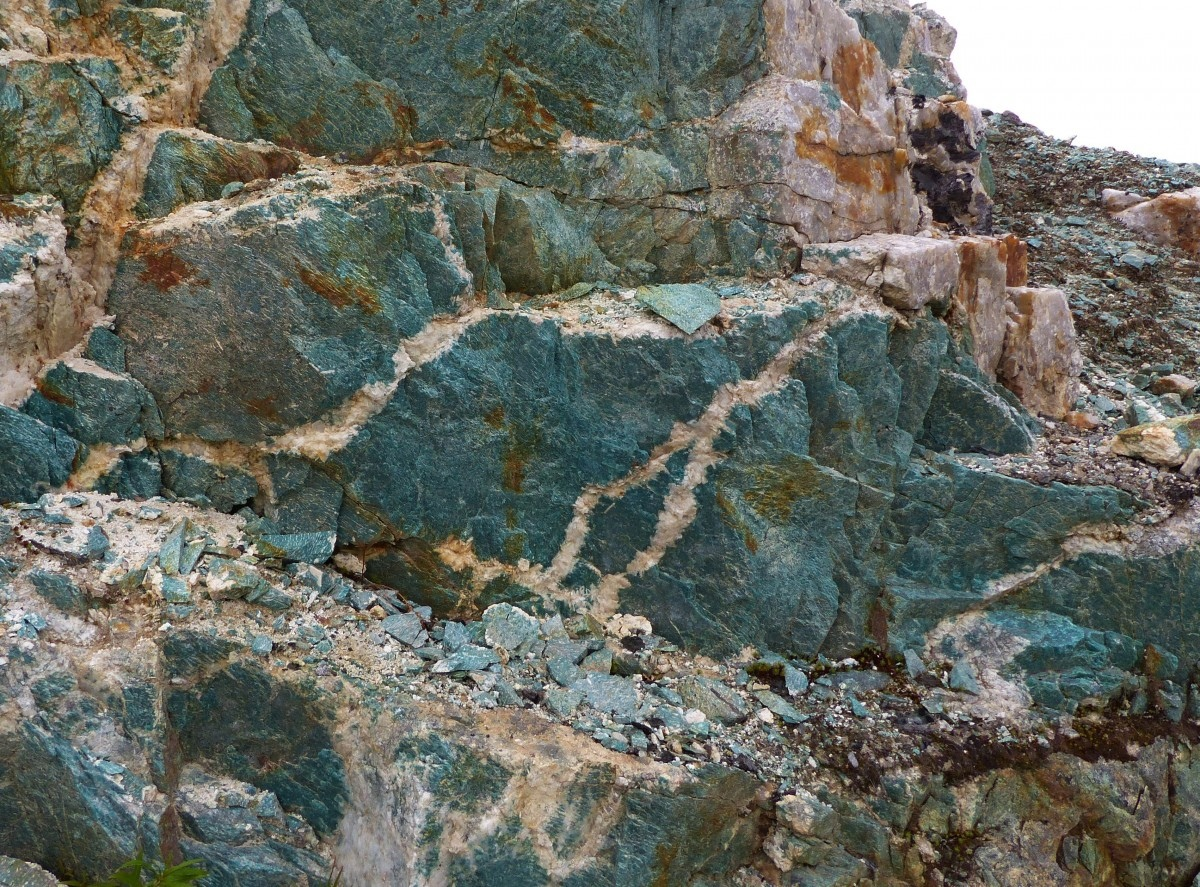
месторождение амазонита, гора Парусная, Кольский п-ов
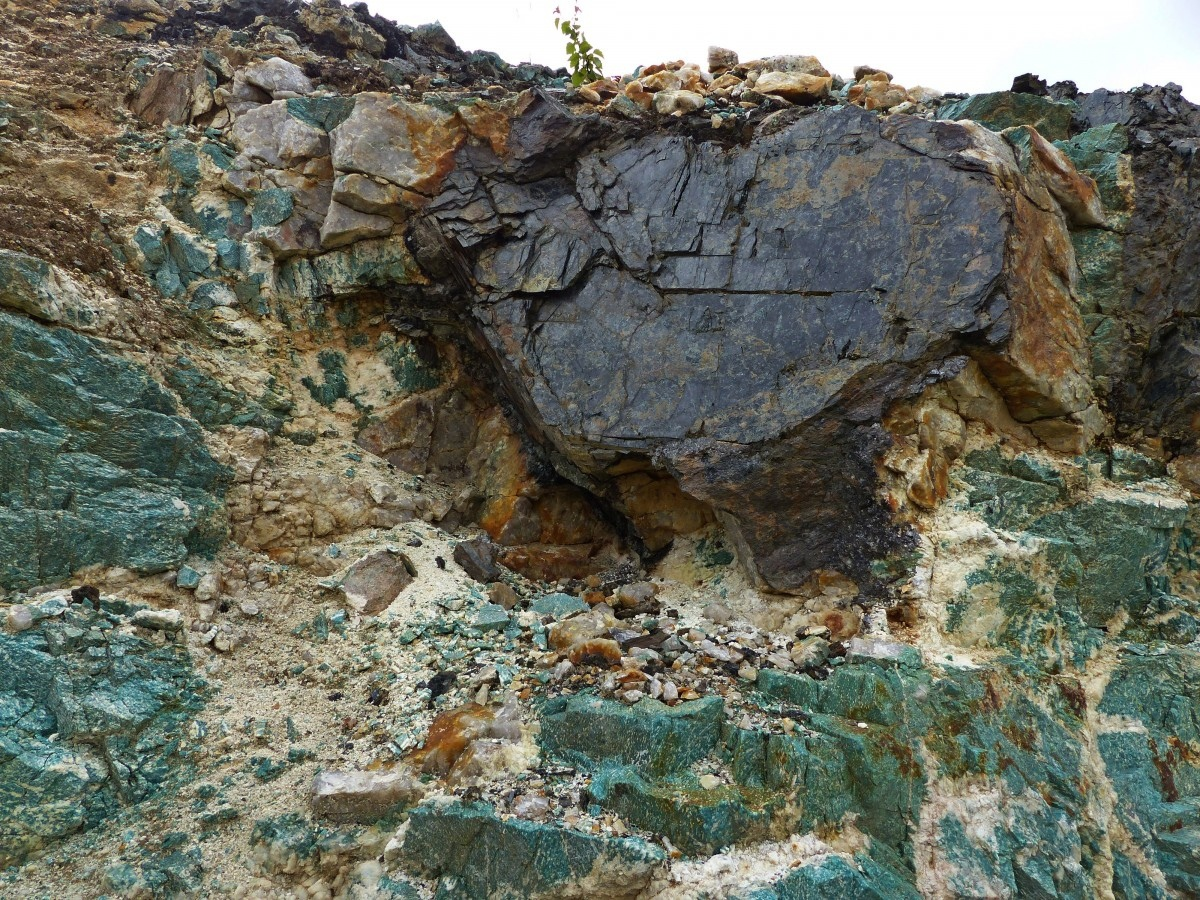
Амазониты горы Парусная, Мурманская область, Кольский п-ов